# Баді I
Баді I (*д/н — 1616) — 11-й султан Сеннару в 1611—1616 роках. Був покровителем суфіїв, вів війни з Ефіопією.

## Життєпис
Син султана Абд аль-Кадіра II. 1606 року останнього було повалено власним братом Адланом I. Втім у 1611 році Баді ібн Абд аль-Кадір повалив свого стрийка й сам став султаном Сеннару.
Спочатку намагався зберігати мирні стосунки із сусідами. Насамперед це стосувалося Ефіопії, з негусом якої Сусеньйосом I обмінявся подарунками. Втім згодом, ймовірно через намагання ефіопського правителя збільшити вплив в Сеннарі, Баді I почав військові дії проти Сусеньйоса I. Але сеннарський полководець Вед-Агід перейшов на бік негуса. Згодом на бік султана перейшов Аліко, ефіопський губернатор Мазагі. Війна між Сеннаром і Ефіопією тривала решту панування Баді I. При цьому ворожі війська декілька разів успішно вдиралися до Сеннару, плюндруючи землі султанату.
Разом з тим у внутрішній політиці султан активно підтримував прибуття ісламських вчених, представників різних мазхабів та суфіїв з Єгипту та Магрибу. За це султана оспівано в кадисах єгипетських та сеннарських поетів й вчених.
Помер близько 1616 року. Йому спадкував син Рабат I.